# Plaçage

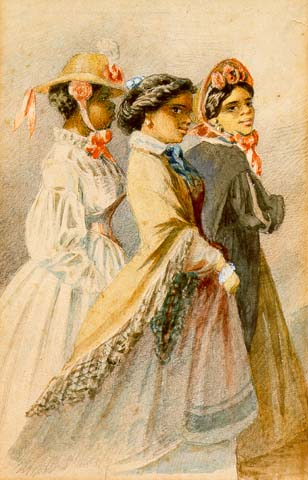
Obra que reflecteix les dones criolles de la burgesia de Louisiana, d'Édouard Marquis

El plaçage va ser un sistema extralegal reconegut practicat en les colònies d'esclaus espanyoles i franceses d'Amèrica del Nord, incloent-hi el Carib, mitjançant el qual homes europeus s'unien civilment amb dones natives de països africans, criolles, mulates i descendents dels natius americans. Les dones no eren reconegudes legalment com a les seves mullers sinó com a placées, concubines «col·locades» amb un patró blanc. Aquestes relacions van ser reconegudes entre les persones de color lliures com a mariages de la main gauche o matrimonis morganàtics entre dues persones de diferents condicions. Es van institucionalitzar amb contractes o negociacions que establien béns sobre la dona i els seus fills, i en alguns casos se'ls hi van conferir la llibertat si havien estat esclavitzats. Amb el temps, els fills mestissos nascuts d'aquestes unions es van emancipar més fàcilment i les seves mares van ser alliberades al mateix temps. Aquesta generació també podia prendre el patronímic patern. Els historiadors estimen que més de 1.500 dones de color van viure en aquest tipus de règim.
El sistema va prosperar durant els períodes colonials francès i espanyol, i pel que sembla va arribar al zenit durant aquest últim, entre 1769 i 1803. No va estar limitat a Louisiana, sinó que també es va practicar a les ciutats de Natchez i Biloxi (Mississipi), Mobile (Alabama), Sant Agustí i Pensacola (Florida); així com a Saint-Domingue (a l'Haití modern). No obstant, el plaçage va assolir fama per la naturalitat amb la què es practicava a Nova Orleans. Tanmateix, almenys tres historiadors (Kenneth Aslakson, Emily Clark i Carol Schlueter) han qüestionat la historicitat del plaçage i s'han referit a moltes de les seves característiques com «un mite».